# 武宽

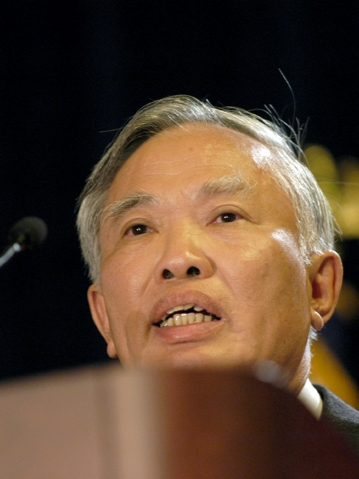
2005年

武宽（1937年10月7日—2023年6月21日），历任越南贸易部部长、政府副总理。越南共产党九大时，当选中央书记处书记。

## 荣誉

### 外国勋章奖章
- 旭日大绶章（日本，2007年4月公布[2]）